# 124
El año 124 (CXXIV) fue un año bisiesto comenzado en jueves del calendario juliano, en vigor en aquella fecha.
En el Imperio romano el año fue nombrado el del consulado de Glabrión y Flaco, o menos frecuentemente, como el 877 ab urbe condita, siendo su denominación como 124 a principios de la Edad Media, al establecerse el Anno Domini.

## Acontecimientos
- El emperador Adriano retoma la construcción del Templo de Zeus Olímpico en Atenas.

## Fallecimientos
- Sixto I, papa (fecha probable).